# Krupp – Eine deutsche Familie
Krupp – Eine deutsche Familie ist ein dreiteiliger Historienfilm aus dem Jahr 2009 nach einem Drehbuch von Christian Schnalke unter der Regie von Carlo Rola. Er erzählt die Geschichte der vier letzten Generationen der Industriellen-Dynastie Krupp.
Als Fernsehproduktion wurde der Film erstmals am 22., 23. und 25. März 2009 im ZDF ausgestrahlt.

## Handlung
Leitthema und Rahmenhandlung des Films ist der Mutter-Sohn-Konflikt zwischen Bertha und Alfried Krupp. Der Film beginnt an einem Abend im Jahr 1957. Arndt, Sohn von Alfried Krupp und zukünftiger Alleinerbe, entspricht nicht den Erwartungen der Großmutter Bertha. Nach einem heftigen Streit zwischen Alfried und Bertha lässt sie die Vergangenheit Revue passieren. Beginnend mit ihrer Kindheit, als Kaiser Wilhelm II. ein eigenes Zimmer in der Villa Hügel hatte und sogar ihre Ehe mit Gustav von Bohlen und Halbach arrangierte, spannt sich die Handlung weiter über die gesamte erste Hälfte des 20. Jahrhunderts. Gleichzeitig erinnert sich auch Sohn Alfried zusammen mit Bruder Harald an seine von Disziplin geprägte Kindheit, an seine gescheiterte Ehe und seine Rolle im Familienunternehmen. Der Film endet 1967 mit dem Tod von Alfried, der das Unternehmen in eine Stiftung umgewandelt hatte.

## Hintergrund
Gedreht wurde an 40 Orten weltweit mit ca. 100 Schauspielern und über 2000 Komparsen. Die echte Villa Hügel konnte nicht genutzt werden, da für diese keine Drehgenehmigung vorlag. Als Außenfassade wurde stattdessen Schloss Nordkirchen im Münsterland genutzt. Einige Innenaufnahmen (Kapelle, Esszimmer und Kaiserzimmer) wurden im Schloss Herdringen bei Arnsberg gedreht. Als Kulisse für die „Kruppwerke“ dienten die Anlagen der Zeche Zollern II/IV in Dortmund.

## Zuschauerbeteiligung
Mit dem Dreiteiler erzielte die ‚Movie – the art of entertainment GmbH‘, eine Beteiligungsgesellschaft der Constantin Film AG, folgende Quoten: 7,35 Mio. Zuschauer für Teil 1, was einem Marktanteil von 19,7 Prozent am Gesamtpublikum entsprach; den zweiten und dritten Teil sahen 6,6 und 6,45 Mio. Zuschauer (19,4 bzw. 20,2 Prozent). Das Produktionsbudget betrug 11,4 Mio. Euro.

## Kritiken
„Auf diese Weise interpretierte der zähe und zuweilen arg ungelenke ZDF-Dreiteiler ‚Krupp – eine deutsche Familie‘ die Historie des Stahlriesens als psychosexuelles Kompensationsprogramm. Wirtschaftsgeschichte auf Frauenzeitschriftenniveau.“

## Auszeichnung
- 2009 Bambi (Publikumspreis)

- 2010 International Emmy Award

Nominierung für Iris Berben in der Kategorie „Beste Leistung einer Schauspielerin“